# Трофименко Володимир Олександрович
Трофименко Володимир Олександрович (27 травня 1962, Лебедин — 19 травня 1982, Афганістан) — учасник афганської війни, гвардії рядовий.

## Життєпис
Народився 27 травня 1962 року в м.Лебедин Сумської області.
Після закінчення середньої школи вчився, оволодів професією «меліоратор широкого профілю» в Лебединському ПТУ № 4, працював на заводі.
11 листопада 1980 року був призваний Лебединським РВК Сумської області в Прибалтійський навчальний центр м. Ганджунай, де навчався за спеціальністю механік-водій БМД.
5 травня 1981 року був направлений рядовим в Афганістан на посаду старшого механіка-водія в 56-у гвардійську десантно-штурмову бригаду (район Гардеза).
19 травня 1982 року колона бойових машин, яка поверталася після виконання завдання в пункт дислокації, була обстріляна ворогом. Володимир Трофименко швидко повернув машину і на повній швидкості направивися на душманів, що змусило тих тікати. Загинув від вибуху міни.
Похований в м. Лебедині Сумської області на Троїцькому кладовищі.

## Нагороди
- орден Червоної Зірки (22.09.1982, посмертно)